# Sundsvallsbron
Die Sundsvallsbron ist eine Stahlbrücke, die den Sundsvallsfjärden bei der schwedischen Stadt Sundsvall überspannt. Die kombinierte Fußgänger-, Fahrrad- und Straßenbrücke an der Ostküste des Landes wurde bei der Neutrassierung der Europastraße 4 erbaut, die auch als Ortsumfahrung die Stadt Sundsvall entlastet und die Fahrtroute um 2,3 Kilometer verkürzt. Mit 2109 Metern Länge ist sie die drittlängste Brücke Schwedens und nach der Öresundbrücke die zweitlängste Autobahnbrücke im Land. Die Stahlteile der Brücke wurden in Sengenthal von der Max Bögl Stahl- und Anlagenbau GmbH & Co. KG angefertigt und in Stettin, Polen zu bis zu 2500 Tonnen schweren Sektionen vormontiert. 
Gebaut wurde die Brücke von einem Konsortium bestehend aus Max Bögl International SE, Strabag und Josef Möbius Bau-GmbH.
Die Brücke wurde 2016 als beste europäische Stahlbrücke mit einem „European steel bridge award“ ausgezeichnet.

## Eckdaten
Die längste Stützweite der insgesamt 2109 Meter langen Brücke beträgt 170 Meter. Die neun Wassersektionen haben Stützweiten von 88 bis 170 Metern. Die Stahlbrücke ruht auf „Pfeilerscheiben“  aus Stahl, die auf zehn Betonpfeilern montiert sind und mit Druckstreben aus Stahl abgestützt werden. Die lichte Höhe beträgt 33 Meter.
Neben der vierspurigen Autobahn hat die Brücke einen vier Meter Abschnitt für Radfahrer und Fußgänger.